# 15077 Edyalge
15077 Edyalge este un asteroid din centura principală de asteroizi.

## Descriere
15077 Edyalge este un asteroid din centura principală de asteroizi. A fost descoperit pe 2 februarie 1999 la Gnosca de Stefano Sposetti. El prezintă o orbită caracterizată de o semiaxă mare de 2,94 ua, o excentricitate de 0,05 și o înclinație de 2,8° în raport cu ecliptica.